# 横堀武夫
横堀 武夫（よこぼり たけお、1917年11月20日 - 2017年10月9日）は、日本の工学者（材料工学・機械工学）。
勲等は勲二等。学位は工学博士（東京大学・1956年）。東北大学名誉教授、帝京大学名誉教授、日本材料強度学会名誉会長、日本バイオマテリアル学会名誉会長、日本学士院会員、文化功労者。位階は正四位。
東京大学理工学研究所技官、東北大学工学部教授、東北大学工学部附属材料強度研究施設施設長（初代）、東海大学産業科学研究所教授、帝京大学理工学部教授、帝京大学理工学部学部長、帝京大学大学院理工学研究科研究科長、学校法人帝京大学理事などを歴任した。

## 概要
栃木県出身の工学者である。材料工学や機械工学を専攻しており、材料の強度と破壊に関する研究の先駆者として、物性と金属工学と材料力学とを融合させた材料強度学を創始した。東京大学での勤務を経て、東北大学、東海大学、帝京大学で教鞭を執った。

## 来歴

### 生い立ち
1917年（大正6年）11月20日、栃木県にて生まれた。栃木県立宇都宮中学校に進学し、1936年（昭和11年）3月に第4学年まで修了した。第一高等学校に進学し、理科の甲類にて学び、1939年（昭和14年）3月に卒業した。さらに東京帝国大学の工学部に進学し、航空学科の原動機専修にて学んだ。1941年（昭和16年）12月、東京帝国大学を卒業し、工学士の称号を取得した。1942年（昭和17年）1月には東京帝国大学の大学院に進学した。なお、後年になって「金属材料の疲労破壊の確率論的研究」と題した博士論文を執筆し、東京大学から1956年（昭和31年）3月14日に工学博士の学位が授与された。

### 工学者として
まだ大学院生であったが、1942年（昭和17年）1月より東京帝国大学の航空研究所にて嘱託として勤務した。太平洋戦争終結後、1946年（昭和21年）3月より東京帝国大学の理工学研究所にて嘱託として勤務した。なお、翌年秋に東京帝国大学は東京大学に改称している。1948年（昭和23年）3月、東京大学の理工学研究所に技官として着任し、常勤で勤務する。
1955年（昭和30年）2月、東北大学に転じ、工学部の助教授として着任する。1957年（昭和32年）7月、工学部の教授に昇任する。工学部においては、機械工学科の講義を担当し、工作機械学講座を受け持った。さらに、機械工学第二学科や附属材料強度研究施設の起ち上げに尽力した。1961年（昭和36年）4月に機械工学第二学科が発足すると、そちらの講義を担当した。学内の要職を歴任しており、1964年（昭和39年）4月より工学部の附属材料強度研究施設にて施設長を兼務した。1981年（昭和56年）4月に停年退職し、のちに東北大学より名誉教授の称号を授与された。
また、東北大学以外の教育・研究機関の役職も兼任していた。岩手大学工学部、東京大学工学部、東京大学宇宙航空研究所、東京工業大学工業材料研究所、電気通信大学、名古屋大学工学部、といった各大学で講師を非常勤で兼任した。総理府の機関である日本学術会議では第7期から第11期まで連続して会員に選任され、材料研究連絡委員会や安全工学研究連絡委員会の委員長を務めた。文部省では学術審議会の専門委員を兼任した。また、三菱石油水島製油所にて発生した重油流出事故を受けて自治省に設置された三菱石油水島製油所タンク事故原因政府調査委員会で委員を兼任した。労働省では産業安全研究体制検討会議で委員を兼任した。
東北大学退職後は東海大学に転じ、1981年（昭和56年）4月に産業科学研究所の教授として着任した。
その後、帝京大学に転じ、1989年（平成元年）1月より理工学部の学部長を務めた。2000年（平成12年）4月からは、大学院の理工学研究科にて研究科長も務めた。2009年（平成21年）4月、帝京大学より名誉教授の称号を授与された。
これまでの功績が評価され、1991年（平成3年）に勲二等瑞宝章が授与されている。1996年（平成8年）12月12日には日本学士院会員に選任された。なお、日本国外においては、1981年（昭和56年）3月には全米技術アカデミーの外国人会員に列せられている。2000年（平成12年）には文化功労者として顕彰された。2017年（平成29年）10月9日に死去した。死没日付をもって正四位に叙された。

## 研究
専門は工学であり、材料工学や機械工学といった分野を専攻し、材料強度と破壊に関する研究に取り組んだ。従前の破壊に関する研究は、アラン・グリフィスら巨視的観点での研究と、エゴン・オロワンら微視的観点での研究の、2つの潮流が存在した。これに対して、横堀は双方の観点を融合させる必要性を提唱し、全く新しい潮流を創り出した。その結果、アトム・ナノ・メゾ・巨視といったさまざまな観点から非線形、時系列的に金属・無機材料・有機材料・高分子材料を包括した全体像的研究を創始した。この材料強度と破壊の学問を体系化し、日本語で「材料強度学」、英語で「fractology」と命名した。
確率過程論を強度と破壊の分野に導入し、その物性論的内容を確定させたことで知られている。統計力学的に核生成論的研究を導入した金属疲労の理論は「横堀の理論」として知られている。また、疲労亀裂成長のモデルは「横堀のモデル｣、疲労亀裂が成長し伝播する理論は「横堀の法則」として知られている。なお、鋼材の降伏に関する式は、日本国外では「横堀の式」と呼ばれている。
これまでの研究業績は高く評価されており、1960年（昭和35年）に日本金属学会功績賞を受賞している。また、1968年（昭和43年）には日本機械学会賞を受賞している。1971年（昭和46年）には日本学士院賞を受賞した。1988年（昭和63年）11月には日本バイオマテリアル学会功績賞を受賞している。
学術団体としては、日本機械学会、日本金属学会、日本材料学会といった団体に所属し、日本材料科学会、日本材料強度学会、日本バイオマテリアル学会を新たに創設した。日本材料科学会では1971年（昭和46年）から1973年（昭和48年）にかけて会長を務めた。日本材料強度学会では1966年（昭和41年）に初代会長に就任し、2011年（平成23年）に名誉会長の称号を受けた。日本機械学会では、1973年（昭和48年）に副会長、1974年（昭和49年）に監事を務めた。日本バイオマテリアル学会では1980年（昭和55年）に初代会長に就任し、のちに名誉会長の称号を受けた。日本金属学会や日本材料学会では理事を務めた。
国際的な取り組みとしては、1965年（昭和40年）9月に宮城県仙台市で開催された材料破壊国際会議で議長を務めた。これを契機として国際材料破壊学会が創設されることになり、1969年（昭和44年）4月にその初代会長に選出され、のちに創設終身会長となった。

## 略歴
- 1917年 - 栃木県にて誕生[1][2]。
- 1936年 - 栃木県立宇都宮中学校第4学年修了[1]。
- 1939年 - 第一高等学校理科甲類卒業[1]。
- 1941年 - 東京帝国大学工学部卒業[1][2]。
- 1942年 - 東京帝国大学航空研究所嘱託[1][2]。
- 1946年 - 東京帝国大学理工学研究所嘱託[1][2]。
- 1948年 - 東京大学理工学研究所技官[1][2]。
- 1955年 - 東北大学工学部助教授[1][2]。
- 1957年 - 東北大学工学部教授[1][2]。
- 1964年 - 東北大学工学部附属材料強度研究施設施設長[1][2]。
- 1966年 - 日本材料強度学会会長[1]。
- 1969年 - 国際材料破壊学会会長[11]。
- 1971年 - 日本材料科学会会長[1]。
- 1973年 - 日本機械学会副会長[1]。
- 1974年 - 日本機械学会監事[1]。
- 1980年 - 日本バイオマテリアル学会会長[1]。
- 1981年 - 東北大学停年退職[2]。
- 1981年 - 東海大学産業科学研究所教授[2]。
- 1981年 - 全米技術アカデミー外国人会員[1][5]。
- 1989年 - 帝京大学理工学部学部長[2]。
- 1996年 - 日本学士院会員[5][9]。
- 2000年 - 帝京大学大学院理工学研究科研究科長[2]。
- 2009年 - 帝京大学名誉教授[2]。
- 2011年 - 日本材料強度学会名誉会長[2]。
- 2017年 - 死去[2]。

## 賞歴
- 1960年 - 日本金属学会功績賞[1][5][8]。
- 1968年 - 日本機械学会賞[1][5][8]。
- 1971年 - 日本学士院賞[1][8]。
- 1988年 - 日本バイオマテリアル学会功績賞[5]。

## 栄典
- 1991年 - 勲二等瑞宝章[8]。
- 2000年 - 文化功労者[5][8]。

## 著作

### 単著
- 横堀武夫著『材料強度学――強度・破壊および疲労』改訂3版、技報堂、1955年。ISBN 4765532275
- 横堀武夫著『材料強度学』岩波書店、1964年。全国書誌番号:64008799
- Takeo Yokobori, Shigeru Matsuo and Michiko Inoue (trans.), John D. C. Crisp (ed.), The strength, fracture and fatigue of materials, P. Noordhoff, 1965. NCID BA26232628
- Takeo Yokobori, Shigeru Matsuo (trans.), John D. C. Crisp (ed.), An interdisciplinary approach to fracture and strength of solids, Wolters-Noordhoff Scientific Publications, 1968. NCID BA29173037
- 横堀武夫著『材料強度学』2版、岩波書店、1974年。ISBN 4000212117

### 共著
- 総合材料強度学講座編纂委員会編『総合材料強度学講座』1巻、オーム社、1984年。ISBN 4274085414
- 総合材料強度学講座編纂委員会編『総合材料強度学講座』6巻、オーム社、1985年。ISBN 4274085457

### 監修、校閲、等
- V. S. イワノワ著、横堀武夫監訳、市川昌弘編、川島忠義ほか訳『金属の疲労破壊』2版、丸善、1970年。全国書誌番号:69001090
- ヴィ・エス・イワノフ・ヴィ・エフ・テレンシェフ著、横堀武夫翻訳監修『金属疲労の基礎と破壊力学』現代工学社、1979年。ISBN 4874720749
- S. T. ロルフ・J. M. バーソム共著、横堀武夫監訳『構造物における破壊と疲労の防止』培風館、1981年。全国書誌番号:81047722
- S. コサンダ著、横堀武夫訳監修、石井仁・田中正清訳『金属疲労の解析と応用』2版、現代工学社、1981年。ISBN 487472082X

### 分担執筆、寄稿、等
- 橋口隆吉編『金属学ハンドブック』朝倉書店、1958年。全国書誌番号:58006039
- 高分子学会編『高分子実験学講座』3巻、共立出版、1959年。全国書誌番号:53010860
- 橋口隆吉ほか編『金属工学講座』10巻、4版、朝倉書店、1960年。全国書誌番号:53005078
- 大川章哉編『格子欠陥研究の進歩』アグネ、1964年。全国書誌番号:64005337
- 日本材料学会編『金属の疲労』丸善、1964年。全国書誌番号:64008797
- 日本金属学会強度委員会編『金属材料の強度と破壊』2版、丸善、1964年。全国書誌番号:64002970
- 川田雄一ほか編『材料強度工学ハンドブック』朝倉書店、1966年。全国書誌番号:67004478

### 註釈
1. ↑  栃木県立宇都宮中学校は、1948年に宇都宮高等学校に改組された。
2. ↑  第一高等学校は、旧制東京大学、東京大学附属医学専門部、東京高等学校と統合され、1949年に新制東京大学が設置された。
3. ↑  東京帝国大学は、1947年に東京大学に改組された。
4. ↑  東京大学宇宙航空研究所は、1981年に宇宙科学研究所と東京大学工学部附属境界領域研究施設に分割された。
5. ↑  総理府は、経済企画庁、沖縄開発庁などと統合され、2001年に内閣府が設置された。
6. ↑  文部省は、科学技術庁と統合され、2001年に文部科学省が設置された。
7. ↑  自治省は、総務庁、郵政省と統合され、2001年に総務省が設置された。
8. ↑  労働省は、厚生省と統合され、2001年に厚生労働省が設置された。